# Upproren 1837–1838

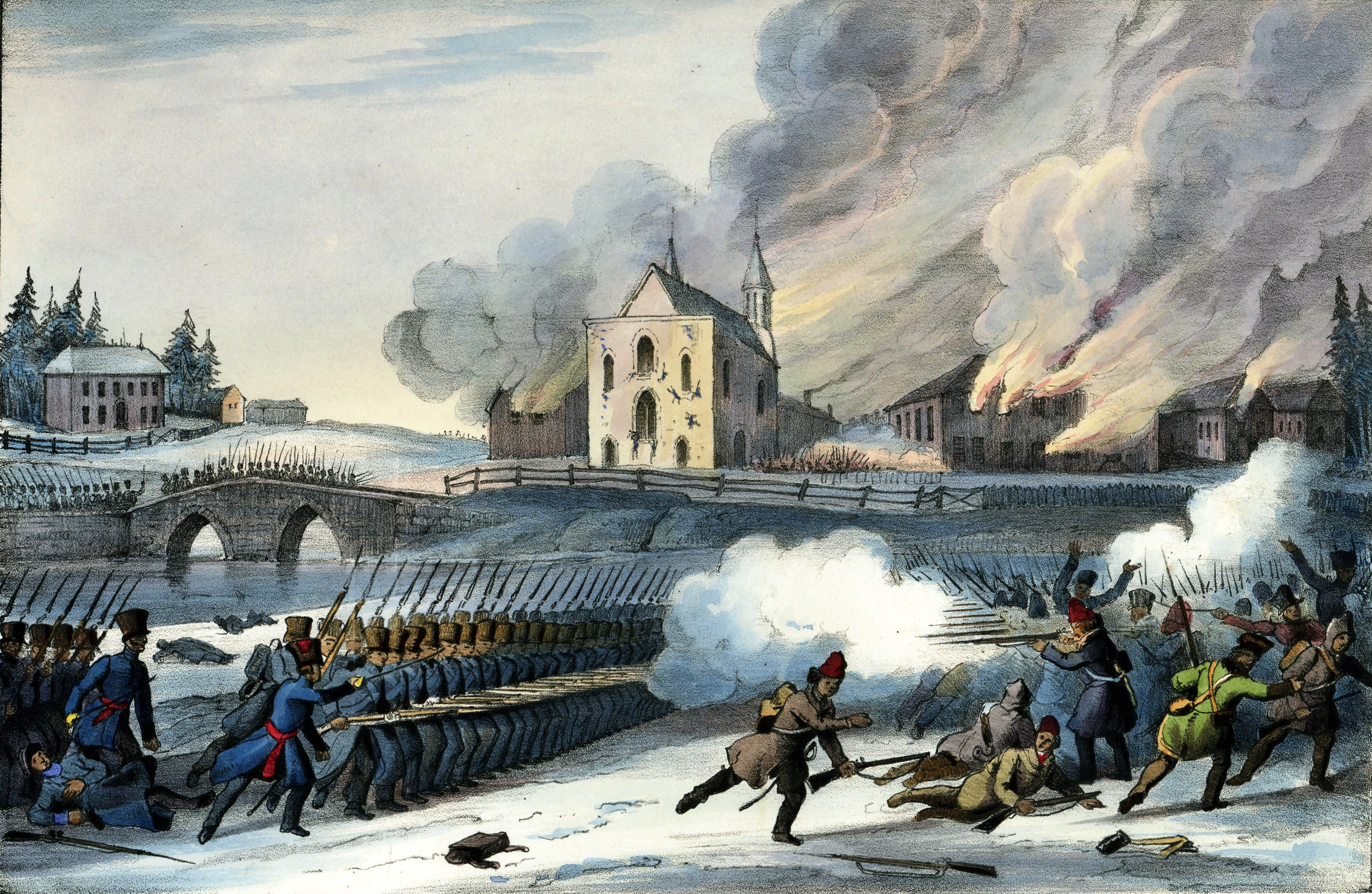
Slaget vid Saint-Eustache.

Upproren 1837–1838 (Franska: Les rébellions de 1837) är det sammanfattande namnet på två uppror i Kanada, Lower Canada Rebellion (6 november 1837 — 10 november 1838) och Upper Canada Rebellion (december 1837), som ägde rum samtidigt vid denna tid. Upproren bröt båda ut i protester mot den oligarkiska brittiska kolonialregeringen och en önskan om politiska reformer och en direktansvarig regering i Kanada. De förorsakade också den följande Patriots' War eller Guerre des patriotes (januari 1838 – 4 december 1838), som bestod av en serie strider mellan brittiska trupper och rebellmiliser från båda sidor om den kanadensisk-amerikanska gränsen, som fick slås ned att regeringstrupper från båda länder. Kriget resulterade i Lord Durham's Report on the Affairs of British North America, vilket i sin tur ledde till reformen British North America Act, 1840, som slutligen gav Kanada självstyre och dess egen regering genom British North America Act, 1867.